# Mary-Ellen Nesi

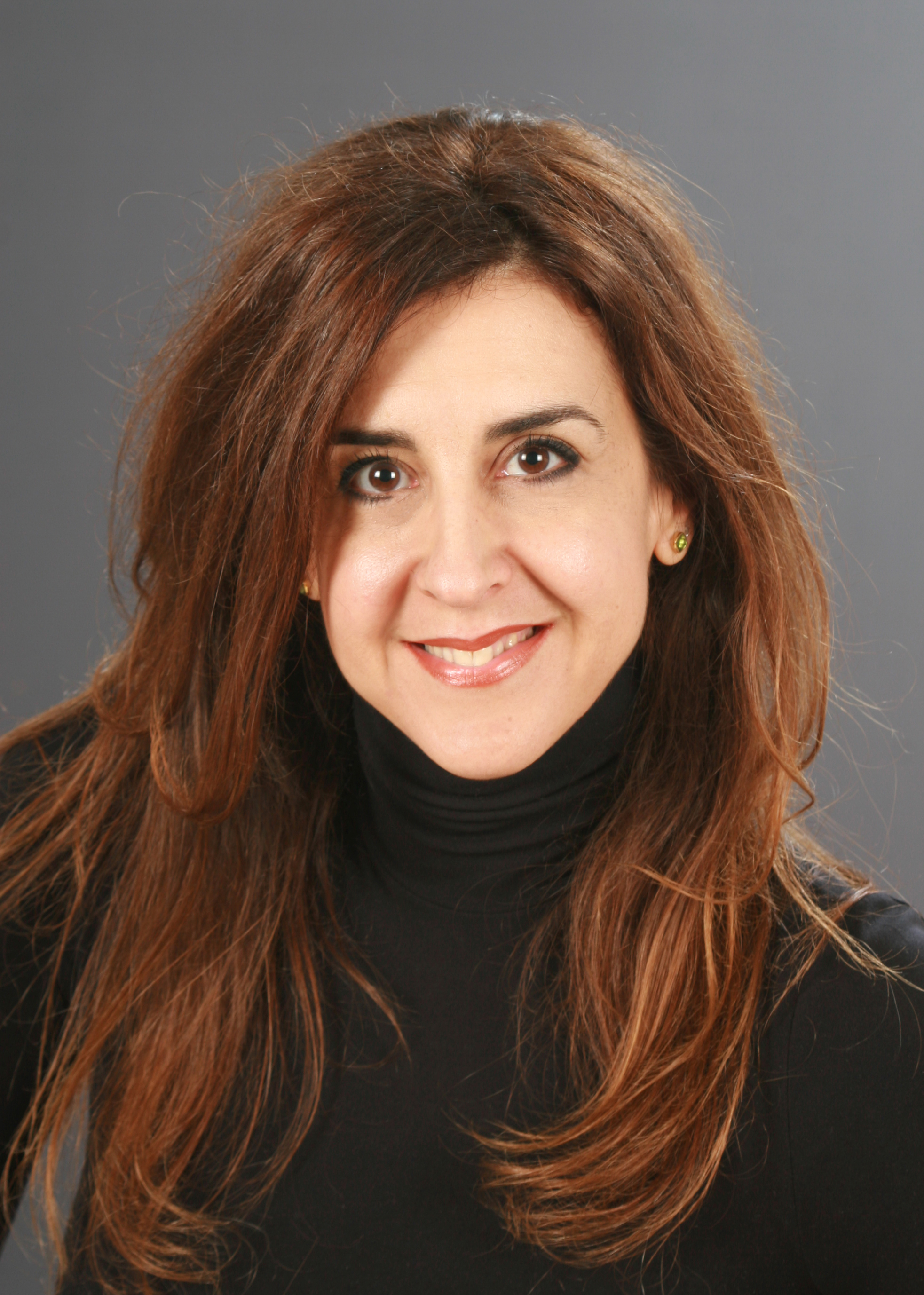
Mary-Ellen Nesi

Mary-Ellen Nesi (geboren in Montreal) ist eine kanadisch-griechische Opernsängerin (Mezzosopran).

## Leben
Nesi wurde als Kind griechischer Eltern im kanadischen Montreal geboren und studierte Gesang bei Misa Ikeutsi in Athen. Weitere Lehrer waren Ernst Haefliger in Zürich, Arrigo Pola in Modena, sowie Frangiskos Voutsinos und Kostas Paskalis in Athen.
Nesi ist besonders im Repertoire des Barock, der Klassik und des Belcanto zu Hause. Sie sang Händel-Partien wie die Titelrollen in Serse, Rodrigo, Oreste und Faramondo, sowie Ruggiero in Alcina, Andronico in Tamerlano, Teseo in Arianna in Creta, Medea in Teseo, sowie die Dejanira im Oratorium Hercules und die Rollen der Ino und Juno in Semele.
Weitere Barockrollen sind die Titelpartien in Antonio Vivaldis Orlando furioso und Farnace, Antiope in der Welterstaufführung von Vivaldis Ercole sul Termodonte, und Rollen in Vivaldis Giustino und Motezuma, sowie in Pergolesis L’olimpiade.
Zu Nesis Mozart-Repertoire gehören die Dorabella in Così fan tutte, Cherubino in Le nozze di Figaro, Sifare in Mitridate und Ramiro in La finta giardiniera. In der Welterstaufführung von Paisiellos L’olimpiade hat sie den Megacle verkörpert und ist ein gesuchter Orfeo (Gluck).
Von Monteverdi hat sie die Ottavia in L’incoronazione di Poppea gesungen sowie Penelope und Melanto in Il Ritorno d’Ulisse.
Zu ihren Belcanto-Partien gehören Rossinis Cenerentola und Rosina in Il barbiere di Siviglia, Bellinis Romeo (I Capuleti e i Montecchi) und Adalgisa (Norma) und Giovanna Seymour in Donizettis Anna Bolena.
Rollen des Standardrepertoires verkörpert wie Bizets Carmen, Charlotte in Werther, Maddalena in Rigoletto, Tebaldo in Don Carlos, Oktavian im Rosenkavalier, Hänsel in Hänsel und Gretel, Lola in Cavalleria rusticana sowie Hauptrollen in Opern moderner Komponisten.
Mary Ellen Nesi sang an der Griechischen National Oper, dem Megaron in Athen, und in der Thessaloniki Concert Hall. In Deutschland war sie bei den Händel-Festspielen in Göttingen und Halle und hatte Auftritte an der Bayerischen Staatsoper, der Semperoper in Dresden, der Frankfurter Oper, dem Hessischen Staatstheater Wiesbaden, der Kölner Philharmonie, dem Festspielhaus Baden-Baden, der Düsseldorfer Tonhalle und in der Dresdner Frauenkirche.
International tätig war sie am  Theater an der Wien, der Covent Garden Oper, dem Théâtre des Champs-Elysées, an der Opéra Royal von Versailles, an den Opernhäuser von Lausanne und Nizza, der Opéra du Rhin, dem Teatro Olimpico in Rom, an den historischen Opernhäusern von Florenz, Ferrara und Modena, dem Teatro Municipale in Piacenza, dem Teatro Monumental in Madrid, dem Teatro de la Maestranza in Sevilla, dem Teatro São Carlos in Lissabon, dem Concertgebouw in Amsterdam, dem Palais des Beaux-Arts in Brüssel und den BBC Proms in London. Tourneen haben sie nach New York, Washington, D.C., Boston, Toronto, Montreal, Seoul, Moskau, Krakau und Bilbao geführt, und sie hat auf Festspielen in Spoleto, Cuenca, Santiago de Compostela, Dubrovnik, Athen, und beim Opera Rara Festival gesungen.
Nesi ist Gründerin des Opera Festival of Ancient Corinth, das zwischen 2003 und 2009 in den archäologischen Stätten des antiken Korinth Opern aufführte, die vom antiken Griechenland oder Rom inspiriert waren.

## Diskografie (Auswahl)

### Opern-Gesamtaufnahmen (CDs)
- Georg Friedrich Händel: Arianna in Creta (als Teseo), mit Mata Katsouli, Irini Karaianni u. a., Orchestra of Patras, George Petrou (2005, MDG)
- Georg Friedrich Händel: Tamerlano (als Andronico), mit Mata Katsouli, Nicholas Spanos, Tassis Christoyannis u. a., Orchestra of Patras, George Petrou (2006, MDG)
- Georg Friedrich Händel (u. a.): Oreste (Titelrolle), mit Mata Katsouli, Nicholas Spanos, u. a., Camerata Stuttgart, George Petrou (2006, MDG)
- Georg Friedrich Händel: Giulio Cesare in Egitto (als Sesto), mit Kristina Hammarström, Emmanuela Galli, Irini Karaianni, Romina Basso u. a., Orchestra of Patras, George Petrou (2010, MDG)
- Georg Friedrich Händel: Berenice (als Arsace), mit Klara Ek, Ingela Bohlin, Romina Basso, Vito Priante u. a., Il complesso barocco, Alan Curtis (2010; Virgin Classics/EMI)
- Domenico Scarlatti: Tolomeo e Alessandro (als Dorisbe), mit Ann Hallenberg, Klara Ek, Roberta Invernizzi, Theodora Baka u. a., Il complesso barocco, Alan Curtis (2010, Archiv)
- Georg Friedrich Händel: Alessandro Severo (Titelrolle), mit Marita Solberg, Kristina Hammarström, Irini Karaianni, Gemma Bertagnolli u. a., Armonia Atenea, George Petrou (2011, MDG)
- Antonio Vivaldi: Farnace (1738; als Berenice), mit Max Emanuel Cencic, Ann Hallenberg, Karina Gauvin u. a., I Barrochisti, Diego Fasolis (2011, Erato)
- Christoph Willibald Gluck: Il trionfo di Clelia (als Orazio), mit Hélène Le Corre, Irini Karaianni u. a., Armonia Atenea, Giuseppe Sigismondi de Risio (2012)
- Wolfgang Amadeus Mozart: Le nozze di Figaro (als Cherubino), mit Simone Kermes, Fanie Antonelou, Christian Van Horn, Andrei Bondarenko u. a., Musicaeterna, Teodor Currentzis (2014, Sony)
- Johann Adolph Hasse: Siroe, Re di Persia (Dresden 1763), mit Julia Lezhneva, Max Emanuel Cencic u. a., Armonia Atenea, George Petrou (2014, Decca)
- Antonio Vivaldi: Farnace (1738; Titelrolle), mit Sonia Prina, Delphine Galou u. a., Federico Maria Sardelli (2015, Dynamic) (auch DVD ?)
- Nicola Porpora: Germanico in Germania, mit Julia Lezhneva, Max Emanuel Cencic u. a., Capella Cracoviensis, Jan Tomasz Adamus (2017, Decca)

### Arienprogramme u.a.
- Baroque Divas (Arien von Giovanni Bononcini, Gluck u. a.), mit Vivica Genaux, Sonia Prina, Romina Basso, Armonia Atenea, George Petrou (2015, Decca)
- Archetypon (Arien von Händel, Gluck u. a.), mit Armonia Atenea, George Petrou (2018, MDG)
- Christmas at San Marco - Galuppi, Latilla, Bertoni, mit Gemma Bertagnolli u. a., Dresdner Instrumental-Concert, Peter Kopp (Berlin Classics)

### DVD
- Georg Friedrich Händel: Ariodante, mit Ann Hallenberg, Laura Cherici u. a., Il complesso barocco, Alan Curtis (2008, Dynamic, Live)
- Antonio Vivaldi: Motezuma, mit Vito Priante, Laura Cherici, Gemma Bertagnolli, Il complesso barocco, Alan Curtis (2011, Dynamic, Live)